# Mohammadi
Mohammadi é uma cidade  no distrito de Kheri, no estado indiano de Uttar Pradesh.

## Demografia
Segundo o censo de 2001, Mohammadi tinha uma população de 38,427 habitantes. Os indivíduos do sexo masculino constituem 53% da população e os do sexo feminino 47%. Mohammadi tem uma taxa de literacia de 48%, inferior à média nacional de 59.5%: a literacia no sexo masculino é de 53% e no sexo feminino é de 43%. Em Mohammadi, 16% da população está abaixo dos 6 anos de idade.